# Número de onda

Onda que vibra dos veces en un metro, por lo que tiene una longitud de onda de 0,5 m y un número de onda de 2 m^{-1}.

El número de onda es una magnitud de frecuencia que indica el número de veces que vibra una onda en una unidad de distancia. En la literatura científica se suele representar con la letra griega nu con virgulilla: {\displaystyle {\tilde {\nu }}}. Sus unidades en el sistema internacional son los ciclos por metro (o metros recíprocos, m-1). Sin embargo, en campos como la espectroscopia de infrarrojos, resulta más útil emplear los ciclos por centímetro (o centímetros recíprocos, cm-1), una unidad que el sistema cegesimal de unidades también denomina Kayser (K).

## Definición
Esta magnitud se define como la inversa de la longitud de onda:
{\displaystyle {\tilde {\nu }}={\frac {1}{\lambda }}}
donde λ es la longitud de la onda en el medio.
Esta definición es más usada en espectroscopia y en campos de la química.

## Número de onda circular (onda sinusoidal plana)
El número de onda circular o número de onda angular, representado con la letra k, es una magnitud derivada del número de onda utilizada por razones simples en la ecuación que describe cómo vibra una onda:

{\displaystyle f(x,t)=A\sin(kx-\omega t)\,}

Esta ecuación indica cómo la intensidad de la vibración f(x,t), a un tiempo t determinado y partiendo de una posición inicial x determinada, es función de la amplitud de la vibración A, de la frecuencia angular ω y del número de onda angular k.
Debido a su forma sinusoidal, es más cómodo expresar el número de onda en radianes por metro en lugar de ciclos por metro. Sabiendo que un ciclo comprende 2π radianes, a partir de la definición de número de onda se obtiene el número de onda circular:

{\displaystyle k={\frac {2\pi }{\lambda }}=2\pi {\tilde {\nu }}}

Esta definición es más usada en física teórica.

## Vector de onda
El vector de onda es un vector que apunta en la dirección de propagación de la onda en cuestión y cuya magnitud es el número de onda.

## Número de onda (caso general)
En el caso general la solución de la ecuación de ondas:

{\displaystyle \Delta \Psi -{\frac {1}{v^{2}}}{\frac {\partial ^{2}\Psi }{\partial t^{2}}}=0}

Se puede expresar en el caso de una onda monocromática y estacionaria:

{\displaystyle \Psi (\mathbf {r} ,t)=A(\|\mathbf {r} \|)\left(\Phi _{1}(\mathbf {k} \cdot \mathbf {r} -\omega t)-\Phi _{2}(\mathbf {k} \cdot \mathbf {r} +\omega t)\right)}

Donde el número de onda en este caso se relaciona con la velocidad de propagación del frente de onda y la frecuencia angular, dada por la siguiente relación:

{\displaystyle \mathbf {k} \cdot \mathbf {v} =\omega ,\qquad \|\mathbf {k} \|={\frac {2\pi }{\lambda }}}